# Степановка (Рильський район)
 Степанівка  — село, адміністративний центр Жовтневої сільської ради Рильського району Курської області Російської Федерації.
Населення — близько 630 жителів.

## Історія
Заснована гетьманом України Іваном Мазепою 1703 року як його маєток. Названа на честь батька гетьмана — Степана.

## Економіка
- ЗАТ АФ «Благодатенське» — механізований комплекс для доїння молока.